# Brian Stokes Mitchell
Brian Stokes Mitchell est un acteur, compositeur et chanteur américain né le 31 octobre 1957 à Seattle.

## Biographie
Brian Stokes Mitchell est né le 31 octobre 1957 à Seattle. Ses parents sont George et Lilian (née Stokes) Mitchell.
Il a un frère, George Mitchell.

### Vie privée
Il est marié depuis 1994 à l'actrice Allyson Tucker. Ils ont un fils, Ellington.

## Filmographie

### Cinéma

#### Longs métrages
- 1990 : Papa est un fantôme (Ghost Dad) de Sidney Poitier : le professeur
- 2005 : One Last Thing... d'Alex Steyermark : Dr Emerson
- 2011 : Jumping the Broom de Salim Akil : Mr Watson
- 2018 : Mapplethorpe d'Ondi Timoner : Père Stack
- 2021 : Tick, Tick... Boom ! de Lin-Manuel Miranda : Un homme
- 2024 : Shirley de John Ridley : Stanley Townsend (en)

### Télévision

#### Séries télévisées
- 1979 : The White Shadow : Lucius Robinson
- 1979 : Racines 2 (Roots : The Next Generations) : John Dolan
- 1979 - 1986 : Trapper John, M.D. : Dr Justin Jackson
- 1983 : La croisière s'amuse (The Love Boat) : Jeffrey Niver
- 1985 : Hôtel (Hotel) : Lucas Todd
- 1987 : Les Pitous (Pound Puppies) : Nahook (voix)
- 1987 : Texas police (Houston Knights) : Sergent Nat Holliday
- 1987 : 227 : Ed
- 1987 : Alf : Nathan Peal
- 1988 : Tribunal de nuit (Night Court) : Mr Morley
- 1989 : Générations (Generations) : David Jeffries
- 1989 : Agence Toutou Risques (A Pup Named Scooby-Doo) : Buddy Chillner (voix)
- 1989 : The Further Adventures of SuperTed : Le narrateur / Polka-Dot Elder (voix)
- 1989 : The California Raisin Show : Stretch (voix)
- 1990 : New Kids on the Block : Danny Wood
- 1990 : Les Tiny Toons (Tiny Toon Adventures) : Vinnie (voix)
- 1991 : James Bond Junior (James Bond Jr.) : Coach Mitchell (voix)
- 1992 : Batman (Batman: The Animated Series) : Brian Rogers (voix)
- 1992 - 1993 : Le Prince de Bel-Air (The Fresh Prince of Bel-Air) : Trevor
- 1993 : Animaniacs (Steven Spielberg Presents Animaniacs) : Noodles (voix)
- 1996 : In the House : Dr Stone Clarke
- 1998 : Les Castors allumés (The Angry Beavers) : Lars Umlaut (voix)
- 2002 : Frasier : Cam Winston
- 2002 : Preuve à l'appui (Crossing Jordan) : Jay Myers
- 2010 : Ugly Betty : Don Jones
- 2012 / 2015 : Glee : LeRoy Berry
- 2014 : Madam Secretary : Vincent Marsh
- 2015 - 2016 : Mr. Robot : Scott Knowles
- 2016 - 2018 : The Path : Bill
- 2017 : Blacklist (The Blacklist) : David Levine
- 2017 : Bull : Perry Sinclair
- 2017 - 2021 : Vampirina : Le grand-père (voix)
- 2018 : The Good Fight : Rob Harbecore
- 2018 : Elementary : Dominic Voth
- 2018 : Billions : Alvin Epstein
- 2019 : Fam : Walt
- 2020 : Prodigal Son : Everett Sterling
- 2021 : Evil : Père Mulvehill
- 2021 : Centaurworld : Le Roi de nulle part / Elk (voix)

#### Téléfilm
- 1988 : Scooby-Doo et le Rallye des monstres (Scooby-Doo and the Reluctant Werewolf) de Ray Patterson : Bonejangles (voix)
- 1993 : The Ernest Green Story (en) d'Eric Laneuville : Thurgood Marshall
- 1999 : La Vie secrète d'une milliardaire (Too Rich : The Secret Life of Doris Duke) de John Erman : Duke Kahanamoku
- 1999 : Double Platinum de Robert Allan Ackerman : Adam Harris
- 2001 : Appelez-moi le Père Noël ! (Call Me Claus) de Peter Werner : Cameron
- 2001 : L'amour n'a pas de couleur (Ruby's Bucket of Blood) de Peter Werner : Earl Delacroix

### Jeu vidéo
- 2014 : Watch Dogs : voix additionnelles